# 七星岩 (台灣)
21°45′31.98″N 120°49′28.94″E / 21.7588833°N 120.8247056°E

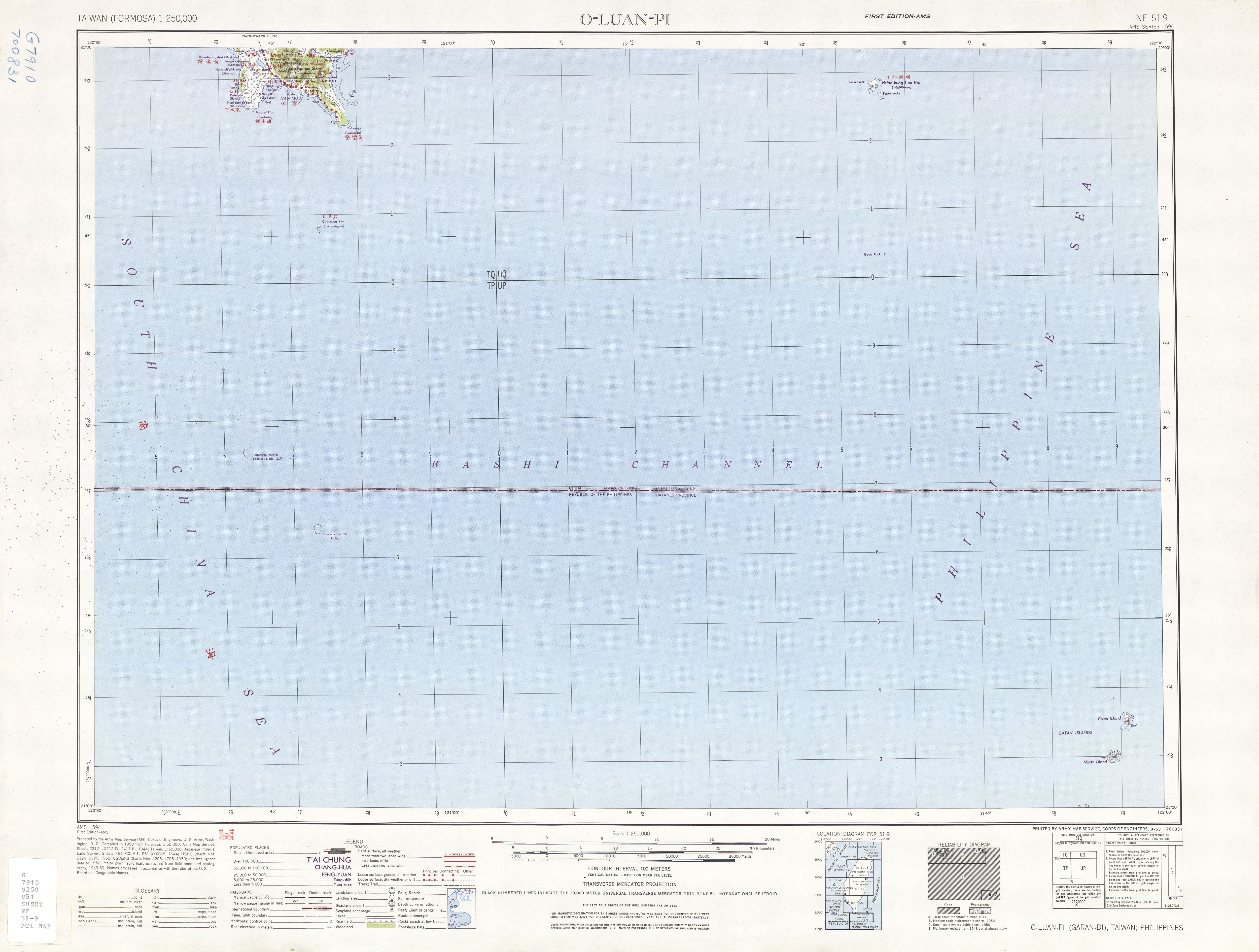
七星岩地圖（1950年）

七星岩是位於台灣屏東縣南部海岸巴士海峽上的珊瑚礁岩，為台灣最南端的離島、以及台灣地域的最南端，乃無人島。其由七顆珊瑚礁岩組成，因狀如北斗七星而得名，距離台灣本島大約8海浬，從後壁湖搭船前往全程約莫8.6海浬，時間約1.5小時左右。西方航海家早期稱為「Vele Rete Rocks」，意為「裂岩島」。
近年來為潛水人士及海釣客喜歡駐足之地，但因海況不佳，其海面下的海流很強，危險性極高。許多船隻曾在此處發生失事和喪生事件。一些著名的沉船事故包括1867年的羅發號事件 及1871年的八瑤灣事件。

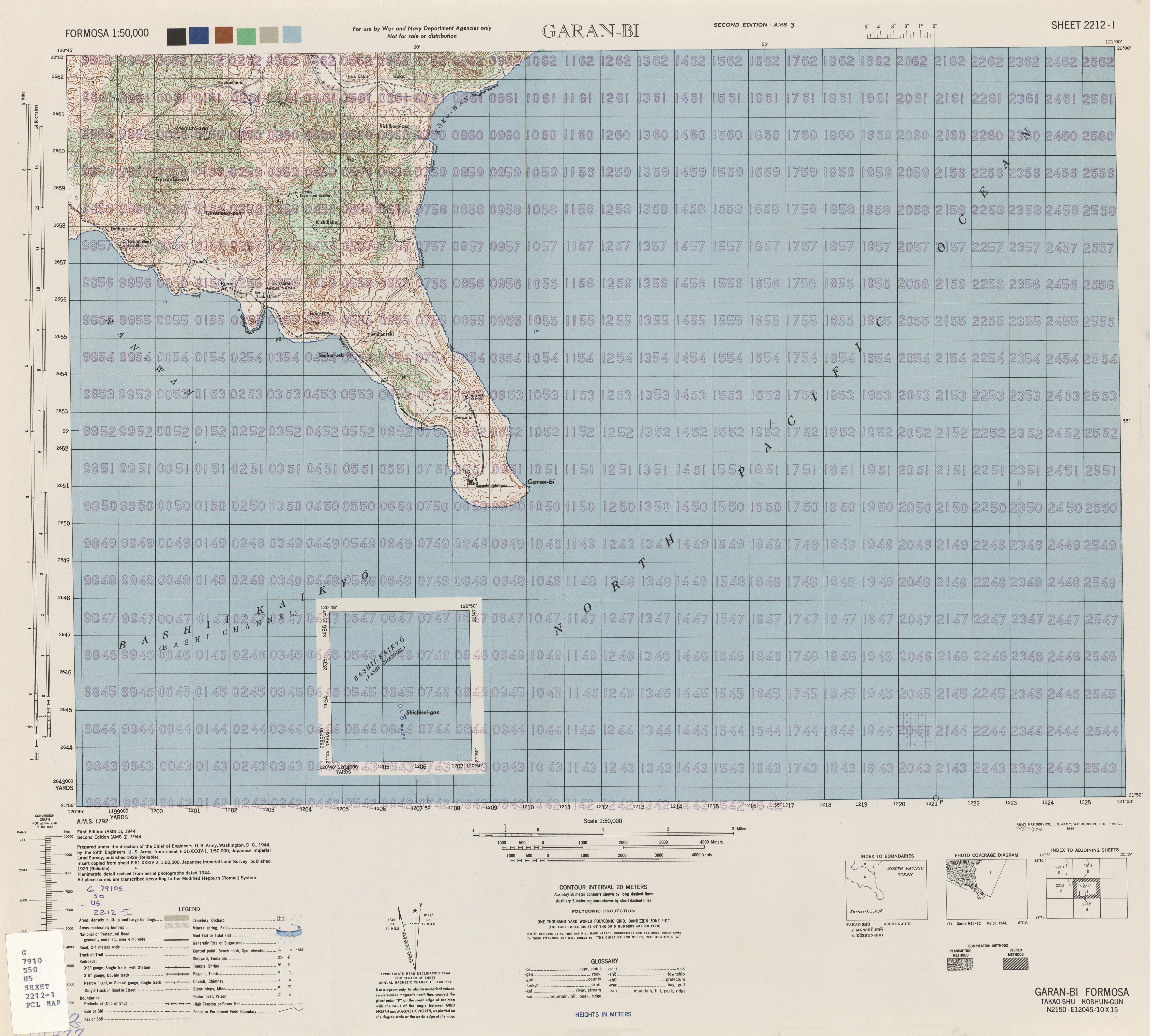
包括七星岩的地圖（1944年）。

## 另見
- 墾丁國家公園
- 鵝鑾鼻燈塔
- 羅發號事件
- 牡丹社事件
- 中華民國臺灣地區島嶼列表
- 中華民國地理極點